# セルロプラスミン欠損症
セルロプラスミン欠損症（セルロプラスミンけっそんしょう、英: Aceruloplasminemia）はセルロプラスミン遺伝子の異常により全身諸臓器に鉄の過剰沈着をきたす常染色体劣性遺伝疾患である。日本で発見された。網膜変性症、糖尿病、中枢神経症状が3徴である。

## 病態
セルロプラスミンは銅の輸送蛋白であるが、フェロキシダーゼとしての機能もある。すなわち、二価鉄イオンを三価鉄イオンに変換する。セルロプラスミンが欠損するとこのプロセスの障害のため鉄の臓器沈着が起こる。

## 症状
20歳以降に鉄不応性貧血をきたす。20～40歳ころに糖尿病をきたし、40～50歳で神経症状を発症する。神経症状は小脳失調、不随意運動、パーキンソン症候群などの組み合わせで起こる。網膜変性症の自覚症状は乏しい。症状は緩徐進行性であるが60歳以降も存命の例が多い。

## 検査
血清セルロプラスミン消失、血清鉄低下、小球性低色素性貧血、血清フェリチンの著増、血清銅の低下、尿中銅の低下が認められる。MRIでは基底核および小脳と肝臓がT1WIで低信号、T2WIで低信号を示す。確定診断は遺伝子診断となる。

## 治療
鉄キレート剤で治療する。